# Михо Братованов
Михо Братованов Стоянов е български офицер, генерал-лейтенант.

## Биография
Роден е на 13 октомври 1929 г. в севлиевското село Търхово. На 13 октомври 1989 г. е награден с орден „Народна република България“ – I степен по случай неговата 60-годишнина. Бил е началник на оперативното управление на Сухопътните войски. През 1981 г. е избран за съдебен заседател във Военната колегия.